# Riegelberg
Riegelberg ist ein alter, selten gebrauchter Fachausdruck für eine durch Glazialerosion, also die erosive Tätigkeit eines Gletschers, entstandene Landschaftsform.
Verläuft ein Gletscher in einem Tal, bewirkt das fließende Eis Erosion an den Seiten und am Boden des Tals. Dadurch wird neben dem Querprofil, mit Bildung des typischen Trogtals, auch das Längsprofil verändert. Die Tiefenerosion eines Gletschers hängt neben dessen Eismächtigkeit und Geschwindigkeit von der Härte des anstehenden Gesteins ab. Da Eis, im Gegensatz zu Wasser, auch bergauf fließen kann, wird der Talboden dadurch an einigen Stellen durch lokal stärkere Abtragung übertieft (glaziale Übertiefung). Es kann eine Abfolge aus tiefer auserodierten Wannen und dazwischen liegenden queren Erhöhungen entstehen. Diese Erhöhungen werden Riegel genannt.
Zieht sich der Gletscher später zurück oder taut vollständig ab, wird der Riegel im Tal oft durch das abfließende Wasser eines Flusses durchbrochen. Wenn dieser Durchbruch zweimal erfolgt, etwa weil aus dem zeitweise hinter dem Riegel gestauten Gletscher an zwei Stellen Schmelzwasser austritt, entsteht eine auf dem Talgrund aufsitzende felsige Höhe, die auf der einen Seite vom eingetieften Flussbett und auf der anderen von einer Furche gegenüber den Talflanken abgegrenzt ist. Für diese spezielle Bildung wurde durch den deutschen Geographen und Geologen Albrecht Penck (1858–1945) der Begriff Riegelberg geprägt.
Solche Riegelberge sind vom Begriff des Inselbergs in einem Tal zu unterscheiden (wobei ein Inselberg einen Erosionsrest eines Riegelbergs darstellen kann), wie auch vom Spornberg im Innenwinkel zweier Täler (wobei der Riegelberg die Fortsetzung einer Spornbildung sein kann).
Siehe auch: Rundhöcker